# За (буква арабского алфавита)
За (араб. ظاء‎) — семнадцатая буква арабского алфавита. Звук — дентальный фрикативный эмфатический согласный. Относится к солнечным буквам. Самая редко встречающаяся буква в арабском языке.

## Соединение
Стоящая в начале слова за пишется как ظـ; в середине слова — как ـظـ и в конце слова — ـظ.

## Числовое соответствие
Букве соответствует число 900.

## Написание
Буква (араб. ظاء‎) пишется так же, как и (ط), но имеет одну различительную точку.

## Произношение
Чтобы правильно произнести (араб. ظاء‎), надо, энергично произнося согласный [З], одновременно придать органам речи эмфатический уклад. Гласные после (ظ) звучат так же, как и после ض, ط и ص
.
Эмфатический уклад заключается в произнесение звука «с напряжением языка и щек, с подъёмом зада языка к мягкому нёбу и с низким тоном лъ, о, ы».
Кончик языка должен прикасаться к передним верхним зубам, иначе вместо арабского звука (араб. ظاء‎) вы произнесете обычную [З], которая передаётся буквой ز.